# كانو سبورت
أكاديمية الرياضة لكانو (بالأنجليزية:Cano Sport Academy) فريق كرة قدم من غينيا الأستوائية متمركز في العاصمة مالابو  و هوحاليا بطل الدوري الغيني الأستوائي.

## تاريخ
تم إنشاء الفريق سنة 2014 من طرف كانديدو نسوي الذي شغل منصب مدير شركة البترول الوطنية, و هو أخ زوجة الرئيس تيودورو أوبيانغ.
و يلعب مبارياته في ملعب بابلو بوياس دي سامباكا.
كذلك للفريق نشاط مهم كأكاديمية للشباب تعنى بتطوير مهارات الشباب الغيني الأستوائي في كرة القدم, من خريجيها اللاعب باسيلو ندونغ.

## بطولات

### بطل غينيا الأستوائية
- 2019[4]

## مشاركات أفريقية
- شارك الفريق في نسخة (2019-2020) من دوري أبطال أفريقيا.

## وصلات خارجية
- الموقع الرسمي
- صفحة الفريق على سوكر واي